# Lamachus iwatai
Lamachus iwatai är en stekelart som beskrevs av Setsuya Momoi 1962. Lamachus iwatai ingår i släktet Lamachus och familjen brokparasitsteklar. Inga underarter finns listade i Catalogue of Life.